# Kartuizerklooster Sint-Bartholomeus in Jeruzalem

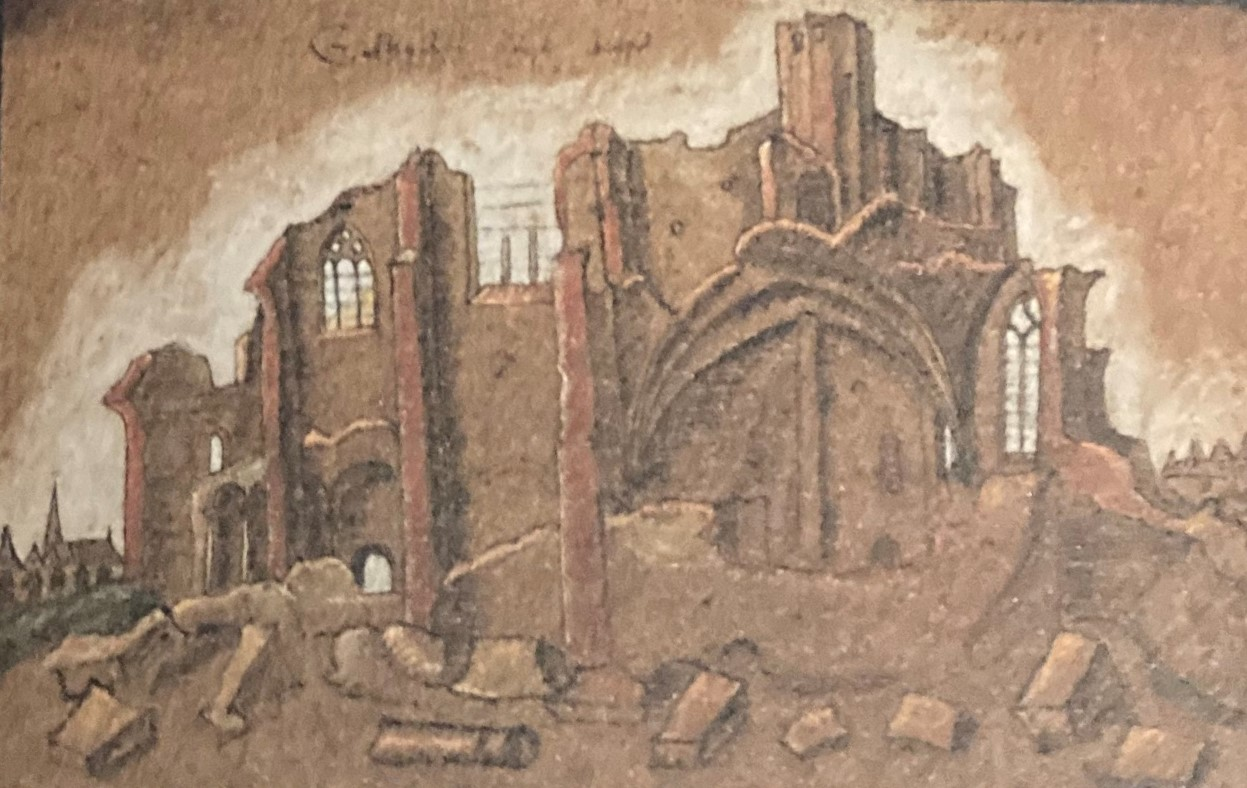
Tekening van de ruïne van het Kartuizerklooster bij Delft van1573 (Stadsarchief Delft)

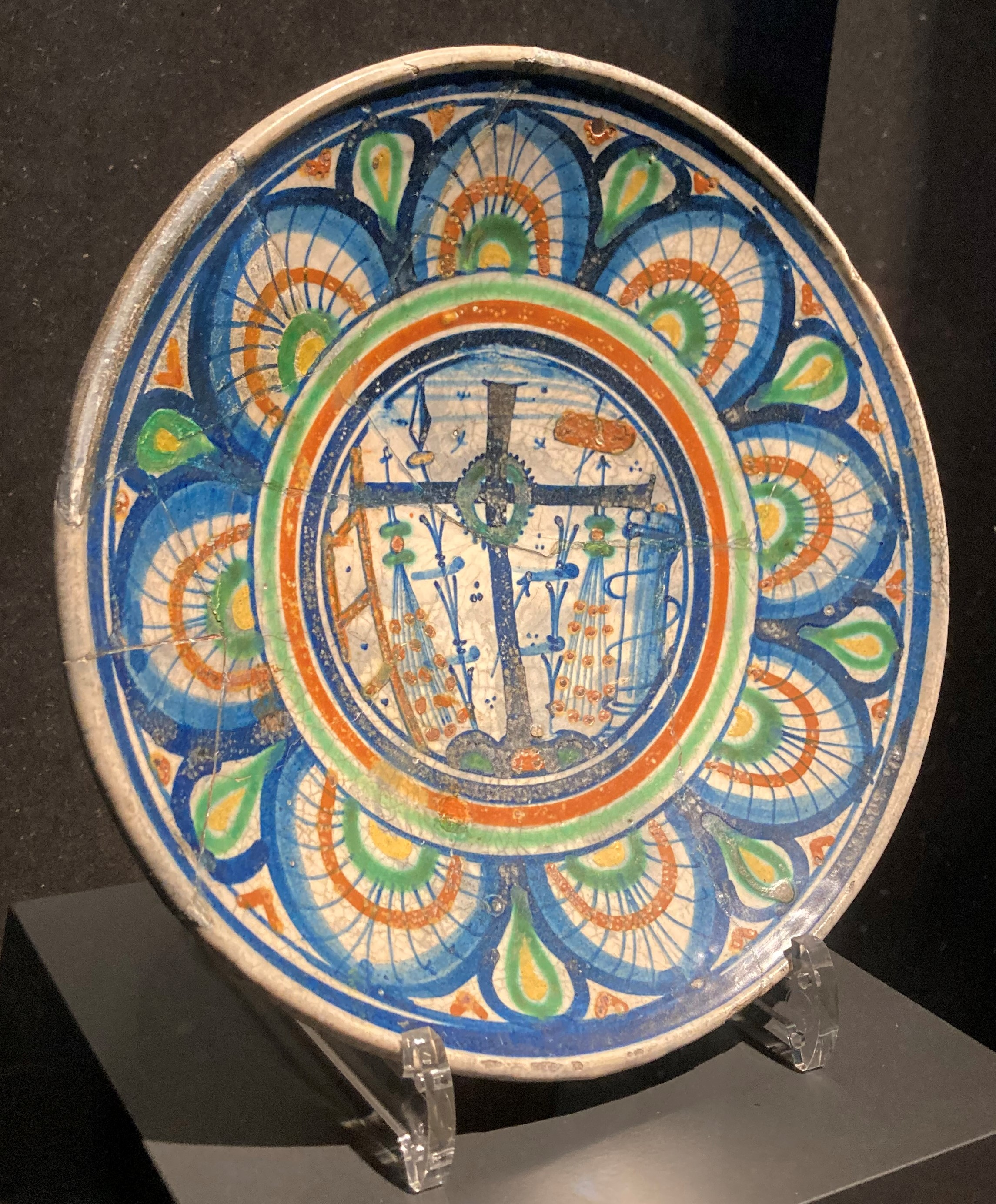
Bord met een afbeelding van de passiewerktuigen uit het verwoeste Kartuizerklooster van Delft, c. 1550-1575, anoniem, aardewerk Majolica, (Archeologie en Monumenten Delft)

Het Kartuizerklooster 'Sint-Bartholomeus in Jeruzalem' is een voormalig klooster ten zuidwesten de Nederlandse stad Delft, buiten de Waterslootpoort. Het klooster was in 1470 het op een na laatste kartuizerklooster dat in de Nederlanden werd gesticht en het werd reeds in 1572 afgebroken in de aanloop van het Beleg van Leiden.

## Geschiedenis
De stichting van het Delftse klooster werd voorbereid door Frank van Borssele, de laatste echtgenoot van Jacoba van Beieren. Zijn financiële bijdrage wordt geraamd op 8000 Goudguldens, waarvan een deel belegd werd in grond (Tholen).
In 1469 verleende de pastoor van de Sint Hippolytuskerk toestemming om een kloosterleven binnen zijn parochie te leiden. In 1470 kwam een viertal monniken naar Delft om een en ander op te starten onder leiding van Simon van der Schueren, die ook de eerste rector werd. De Delftse Kartuis was op 20 monniken berekend.
In 1530 en 1532 overstroomden de landerijen van het klooster en ook de grote stadsbrand van Delft bracht het klooster schade toe.
In 1571 moesten de monniken hun klooster verlaten, waarna het vrijwel onmiddellijk werd afgebroken, samen met andere gebouwen die buiten de stadswallen lagen. Dit kaderde in een veiligheidsmaatregel om te voorkomen dat de vijand er bij de nakende aanval op de stad gebruik van zou kunnen maken. De gevluchte Kartuizers vonden een nieuw onderkomen in het Sint-Christoffel gasthuis, binnen de stadsmuren. De laatste prior is in ballingschap gestorven. De monnik Joost van Schoonhoven trachtte te vluchten voor de dreiging, maar viel in handen van de geuzen en werd in Brielle ter dood gebracht.
Tachtig jaar na het slopen van het klooster was er in het terrein niets meer te zien dat duidde op de vroegere aanwezigheid van het klooster. Wel was er in de zuidoosthoek een boerderij gebouwd, die ten dele opgetrokken was op funderingsresten van het klooster.
In 1959 stootte men bij de voorbereiding van bouwwerken, op brokken metselwerk, water- en afvalputten. Onderzoek wees uit dat het ging om resten van dit klooster.
In 1969 werd op de gevonden restanten van het klooster een kunstwerk opgericht door Henk Tieman (1921-2001), met een afbeelding van de plattegrond van het voormalige klooster.

## Kunstwerken
- Uit een van de afvalputten kwam een kleine gravure tevoorschijn, waarschijnlijk vervaardigd circa 1460 door de Meester der Hoven van Minne.

- Het drieluik Anna te Drieën met de familie van Beesd, geschilderd in opdracht van en geschonken door de Delftse burgemeester Dirk Dirksz. Heemskerck van Beesd van Heemskerk (? - 1545), waarschijnlijk ter ere van de inwijding van zijn zoon Dirk in het Delftse Kartuiser klooster rond 1515.[5] De luiken (c.1514) worden toegeschreven aan de Meester van Delft, terwijl het middenpaneel (c.1509) toegeschreven wordt aan de Meester van Frankfurt. Het tekstbord (onder het middenpaneel) werd gedateerd rond 1606. Links op de achtergrond staat de toren van de Nieuwe Kerk.[6] Waarschijnlijk werd het middenpaneel[7] aangekocht door de familie Van Beest en werd daarna de opdracht gegeven om hun portretten op de twee luiken[8] te schilderen.
  - Op het linkerluik wordt Dirk van Beesd samen met zijn vier zonen begeleid door Johannes de Doper met een lam als attribuut. Dirk van Beesd (de vijfde van links) is afgebeeld met een palmtak onder zijn arm omdat hij in 1486 een pelgrimstocht naar Jeruzalem had ondernomen.
  - Op het rechterluik wordt zijn echtgenote Geertruid van Diemen samen met hun dochter afgebeeld in het bijzijn van Maria Magdalena met een zalfpot in haar hand.
  - De buitenzijde van de luiken toont een schilderij van Hiëronymus in de wildernis.[9]